# Bernard Brunhes

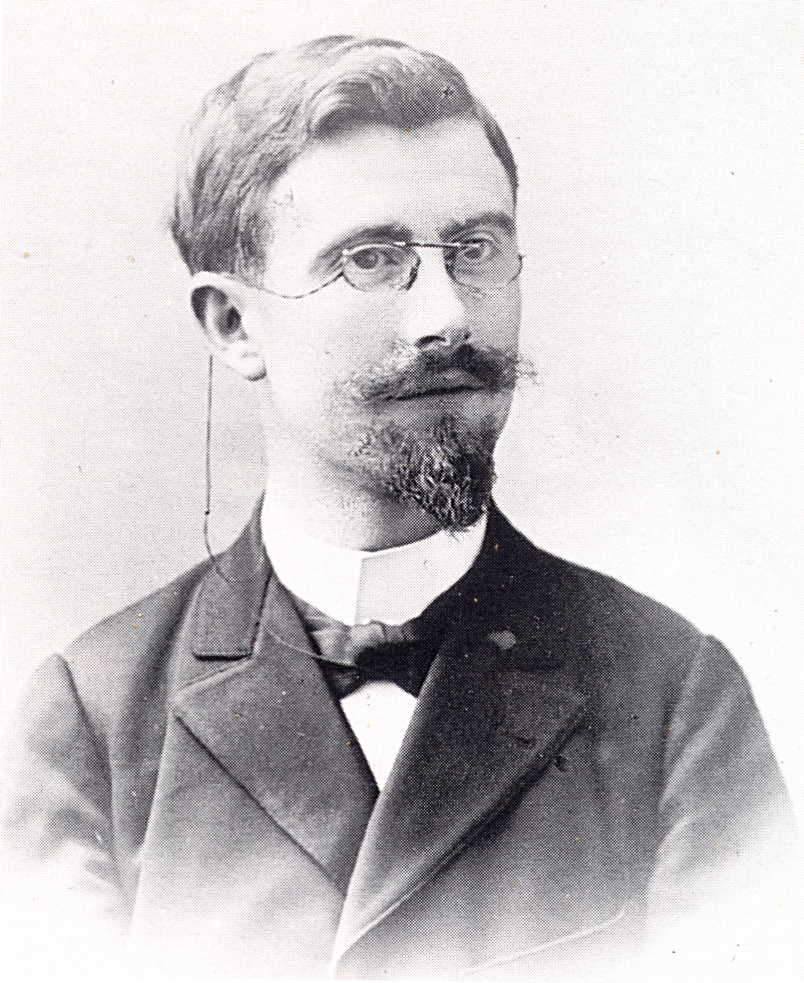
Bernard Brunhes (1867-1910), el geofísico francés que descubrió las reversiones del campo geomagnético

Bernard Brunhes (n. 1867 - f. 1910) fue un geofísico francés conocido por su obra pionera en paleomagnetismo, en particular su descubrimiento, en 1906, de la reversión geomagnética. Posteriormente la inversión magnética de Brunhes-Matuyama se nombró en su honor.
Brunhes se educa en la École Normale Supérieure de París, graduándose como agregado calificado en Física. En noviembre de 1900 es nombrado Director del Observatorio de Puy de Dôme, instalado en un volcán extinto en la región francesa de la Auvernia, donde trabaja hasta su deceso en 1910, a los 43 años. 
Fue durante su mandato directorial cuando el Observatorio realiza cruciales estudios que llevan al descubrimiento de la reversión geomagnética. 
En 1905, encuentra que ciertas rocas de un flujo de lava antiguo en Pontfarin, en la comuna de Cézens (parte del departamento de Cantal), estaban magnetizadas en la dirección siempre opuesta al actual campo magnético. De eso, él deduce que el Polo norte magnético en aquel tiempo estaba bien cerca del actual Polo Sur geográfico, lo que únicamente podría ocurrir si el campo magnético terrestre se hubiera revertido en algún momento en el pasado, estaba en lo correcto, y debieron pasar otros 50 años antes de que su teoría se aceptase plenamente por la comunidad científica.
En 2007 se celebró en el "Parque Geológico Vulcania", en Auvernia, la conmemoración de ese descubrimiento.

## Fuente
Traducciones de los artículos en lengua inglesa y francesa de Wikipedia.